# Scandinavian Tobacco Group

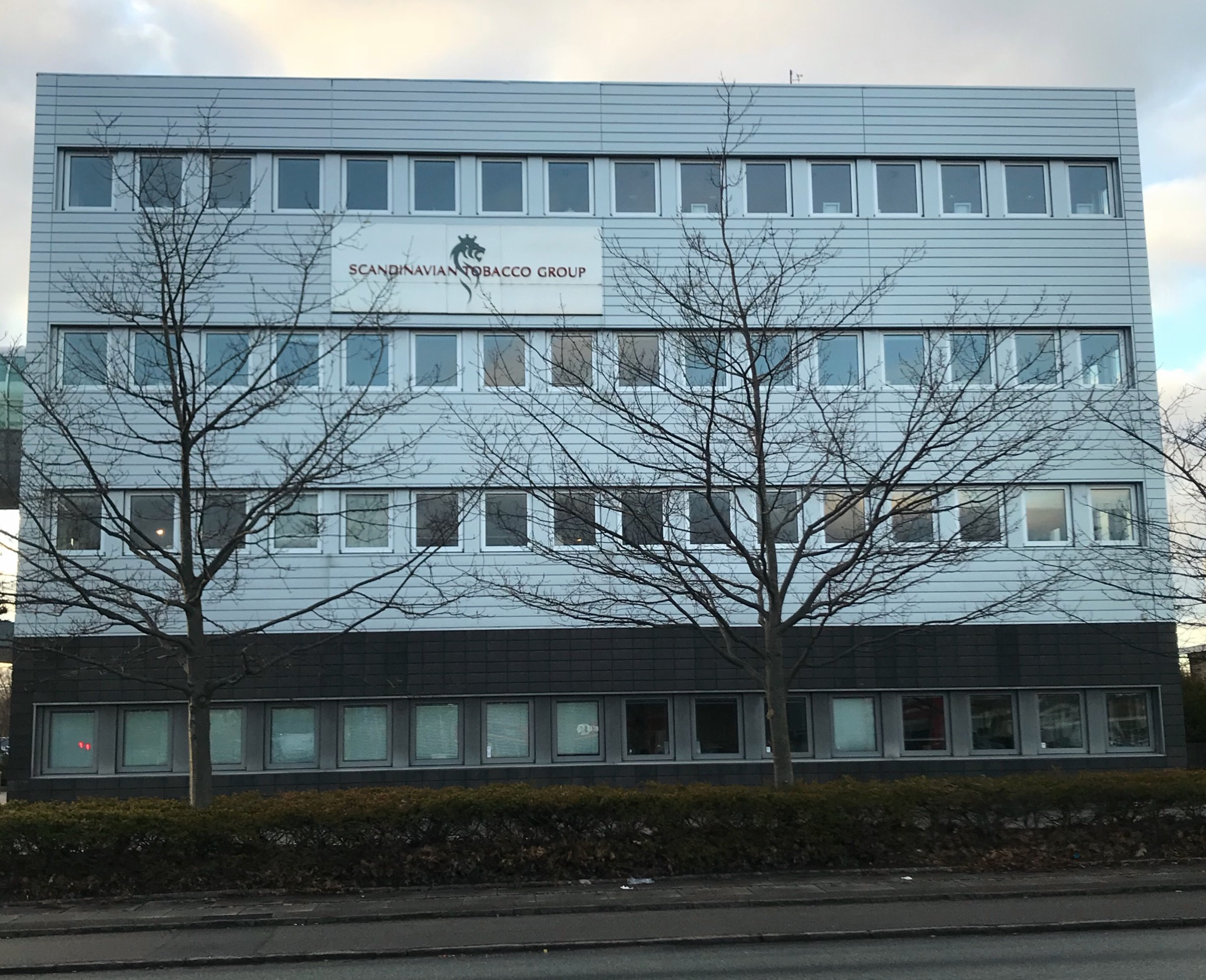
Hauptsitz der Scandinavian Tobacco Group

Scandinavian Tobacco Group ist der größte Hersteller von Zigarren und Pfeifentabak der Welt. Das Unternehmen beschäftigt rund 7300 Mitarbeiter und hat seinen Hauptsitz in Kopenhagen, Dänemark.

## Geschichte
Das Unternehmen wurde im Jahr 1961 als Skandinavisk Tobakskompagni gegründet und entwickelte sich von einer lokal agierenden Firma zu einer weit über die Grenzen Dänemarks hinaus bekannten Marke. Mittlerweile beschäftigt die Scandinavian Tobacco Group rund 9.500 Mitarbeiter. Nachdem es in den vergangenen Jahren viele Besitzer- und Namenswechsel gab, die Kompetenzen neu verteilt und das Kerngeschäft erweitert wurde, erhielt das Unternehmen seinen heutigen Namen im Jahre 2008. Seit 2010 gehören auch Teile der Swedish Match AB zu dem dänischen Konzern. Im Februar 2016 erfolgte der Börsengang des Unternehmens.

### Produkte
Das Hauptgeschäft ist die Produktion und der Verkauf von Zigarren, Pfeifentabak und Drehtabak. Der Konzern verfügt über mehr als 200 Marken. Zu seinen führenden Zigarrenmarken gehören Café Crème, La Paz, Henri Wintermans, Colts, Mercator, Macanudo, CAO, Punch (US), Partagas (US) and Cohiba (US). Die führenden Pfeifentabakmarken sind Erinmore, Borkum Riff, Colts, Captain Black und Clan.